# 一般位置
在幾何學上，一些點的集的一般位置（英語：General position）的意義是相對於某些特例的。它在不同討論背景下有不同意義。
「一般位置」這句話最常用的意義就是點的集在{\displaystyle d}維的歐幾里德空間中在一般位置，即是沒有{\displaystyle d+1}點在同一個{\displaystyle d-1}維的面。例如在平面上，說點的集在一般位置，就即是沒有三點共線。
在討論平面上沃罗诺伊图或德勞內三角化的時候，可能會採用一個更嚴格的定義：點的集在一般位置，若且唯若沒有三點共線且沒有四點共圓。